# Carlos Garza Castro
Carlos Garza Castro fue un político mexicano, que fue gobernador provisional del estado de Coahuila.
El Congreso del Estado lo designó gobernador de Coahuila al ser depuesto Arnulfo González. Permaneció en el cargo hasta el 30 de noviembre de 1925. Durante su gestión se elevó a categoría de ciudad, la Villa Melchor Múzquiz, municipio del estado. Entregó el gobierno a su sucesor Manuel Pérez Treviño.
- Datos: Q5750468